# Ambasada RP w Harare
Ambasada Rzeczypospolitej Polskiej w Harare (ang. The Embassy of the Republic of Poland in Harare) – polska misja dyplomatyczna w stolicy Republiki Zimbabwe istniejąca w latach 1985–2008.

## Historia
Polska nawiązała stosunki dyplomatyczne z Republiką Zimbabwe w 1981. W 1985 otwarto Ambasadę PRL w Harare, która istniała do 2008. Od tego roku w Zimbabwe akredytowany jest ambasador RP w Pretorii.
Ambasador PRL/RP w Harare oprócz Republiki Zimbabwe akredytowany był również w Królestwie Lesotho (1989–1990) i w Republice Zambii (1990–2008).
Obecnie w Harare działa polski konsulat honorowy kierowany przez Krystynę Grabowską.